# Романчуковы
Романчуковы (Романчюковы) — дворянский род.
Савва Юрьевич Романчуков был дьяком Посольского приказа (1614—1624). Его сыновья, Алексей и Василий, были стряпчими с платьем (1627), Иван Савинович стольник патриарха Филарета (1629), московский дворянин (1658-1668), а Юрий Савинович, вместе с братом, патриарший стольник (1629), стряпчий (1636-1640).
Род Романчуковых, ныне пресёкшийся, был внесён в VI часть родословной книги Ярославской губернии.

## Описание герба
Щит разделен на четыре части, из них в первой части, в красном поле, изображены крестообразно три золотые палицы (? три золотых копья) (польский герб Елита). Во второй части, в зелёном поле, золотая шестиугольная звезда и под нею золотая луна, рогами вверх обращенная (польский герб Лелива). В третьей части, в красном поле, три золотых меча, крестообразно проходящие сквозь золотой же щит. В четвёртой части, в голубом поле, золотой Крест и под ним золотая подкова, шипами обращенная вверх (польский герб Ястржембец).
На щите два дворянских коронованных шлема. Нашлемники: 1) выходящий козел; 2) павлиний хвост с изображением на середине звезды с луною. Намёт на щите красный, подложенный золотом. (Гербовник, IV, 74).